# Agustín Martínez «El Casta»
Agustín Martínez Martínez (Guadix, Granada, 25 de marzo de 1963), más conocido como Agustín «El Casta», es un humorista español, popular en la isla de Mallorca.
De padres granadinos, llegó a Mallorca a los cinco meses de vida y se crio en la ciudad de Palma. Estudió en la Universidad de las Islas Baleares (UIB) la carrera de Historia con la intención de ser maestro. Pero finalmente opositó para trabajar en Hacienda y ganó una plaza.

## Carrera profesional
Durante el verano de 1992 se subió por primera  vez a un escenario de forma improvisada durante una fiesta que se celebraba al hotel Safari de Ciudad Jardín (Playa de Palma) imitando al célebre Antonio Molina cantando Yo soy minero y desde entonces dejó su puesto de funcionario de Hacienda para entrar en el mundo del espectáculo.
En 1993 creó el café teatro de Cala Gamba y el restaurante «La Cantina» y formó un dúo humorístico con Elisabet «La Nervio» presentando su primer personaje «El Castañuelas».
En 1998 comenzó a trabajar en solitario y comenzó a crear sus personajes más conocidos que le han dado mucha fama en las Baleares como son Lorenzo Llamas (el personaje que más fama le ha dado, un latin lover que nació en el pueblo mallorquín de Buñola), Klaus Kartoffel (el alemán que intenta integrarse en la isla), Don Diablo, Don Colerone, Hannibal Lecter, Cristóbal Colón, Dr. Tardanza (un médico de la Seguridad Social) entre otros.
Con Agustín Martínez colaboraron otros artistas locales conocidos como son Jaime Anglada o Victoria Maldi, entre otros; e incluso hizo amistad con el conocido cómico castellonense Carlos Latre, con quién ha colaborado en su espacio Latrevisión. También trabajó y colaboró en la cadena pública de televisión de las Islas Baleares IB3. En 2013 presentó el espectáculo Agustinacus ambientado en la Antigua Roma. Tres años después presentó sus espectáculos: Es cosa de hombres, Ses Bubotes y El Cardenal de Lloseta.  También ha participado durante muchos años en emisoras de radio locales como en el espacio radiofónico de Corazón Contendo de Última Hora Radio desde 1994. Actualmente tiene una sección semanal llamada "Queridos Mallorquines" en el programa Más de Uno Mallorca de la emisora Onda Cero, en la que hace un resumen de la actualidad de la isla en clave de humor.
Durante años se le ha podido ver actuando en las fiestas patronales de diferentes poblaciones de las Baleares, principalmente de Mallorca y Menorca con los personajes de Lorenzo Llamas o Klaus Kartoffel, los favoritos del público local.
En septiembre de 2017 durante la inauguración del nuevo Palacio de Congresos y Convenciones de Palma de Mallorca, Agustín «el Casta» presentó su nuevo personaje, el recordado rey Jaime III de Mallorca con presencia de los reyes Felipe VI de España y de su mujer la reina, Letizia Ortiz.